# Omar Bradley
Omar Nelson Bradley (Clark, Missouri, 1893. február 12. – New York, 1981. április 8.) amerikai tábornok a második világháborúban és a koreai háborúban.

## Fiatalsága
Apja szegény tanár volt. Iskoláit Missouriban végezte. 1911-ig ide járt az állami egyetemre is, ekkor azonban meghívták a West Point-i Akadémiára, ahol 1915-ben végzett. A legismertebb évfolyamtársa Dwight D. Eisenhower volt.

## Azelső világháborúban
Bradley a 14. gyalogos ezredhez került, de nem vezényelték át Európába, ehelyett a mexikói határon szolgált. 1915-ben léptették elő századossá, és ekkor Montanába küldték. A 19. hadosztállyal 1918-ban Európába vezényelték, de az akkor tomboló spanyolnátha járvány őt sem kerülte el, így az Államokban maradt.

## A második világháborúig
1923-ban csatlakozott a szabadkőművesekhez.
A békeévekben tanult, újabb éveket töltött a West Point-i Akadémia hallgatójaként. 1936-ban léptették elő alezredessé, két év múlva már a Hadügyminisztériumban dolgozott George C. Marshall vezérkari főnök közvetlen beosztottjaként.

## A második világháborúban
1941. februárjában léptették elő dandártábornokká. 1942-ben vette át a 82. légi szállítású hadosztály parancsnokságát, majd annak átszervezése után került a 28. gyalogoshadosztály élére.
Első harcoló alakulata 1943-ban a VIII. amerikai hadtest volt, majd Pattont váltotta a sok veszteséget szenvedett II. hadtest élén – ezt az egységet vezette a Husky hadműveletben is. Ezután választották ki a normandiai amerikai inváziós erők parancsnokává.
A partraszállás után Bradley 1. amerikai hadseregének kellett elfoglalnia Cherbourgot és megtisztítania a Cotentin-félszigetet. A normandiai hadműveletek után kapta meg a 21. hadseregcsoport parancsnokságát – ebbe tartozott még a 3. amerikai hadsereg (Patton) és az 1. amerikai hadsereg (Hodges).
Ősszel Bradley csapatai Lotharingiától Hollandiáig tartották a szövetségesek frontvonalát. Bradley nem keverte egységeit nagy harcokba, mivel szeretett megfontoltan dönteni. Ezért Patton gyakran kritizálta, illetve „Sátorverő Omarnak” hívta.
Az ardenneki offenzíva idejére Montgomery parancsnoksága alá került; csapatai azonban oroszlánrészt vállaltak a németek visszaszorításában.
A német földön zajló harcokban a 21. hadseregcsoport katonái foglalták el a remageni hidat, és keltek át rajta a Rajnán.

## A háború után
1948-ig dolgozott a Veteránügyi Minisztériumban; legfontosabb tette a leszerelt katonák továbbtanulását segítő G.I. Bills of Rights törvényhez kapcsolódik. 1948-tól lett az Egyesült Államok vezérkari főnöke.
1950-ben léptették elő ötcsillagos hadseregtábornokká.
Később a NATO különböző bizottságaiban töltött be vezető pozíciókat.
A koreai háborúban erőteljesen kritizálta Douglas MacArthur azon tervét, hogy a háborút kiterjessze Kínára. Ekkor vált szállóigévé az a mondata, hogy „ez a terv egy rossz ellenség ellen, rossz helyen, rossz időben vívott rossz háborúba kever minket”.
1951-ben adta ki emlékiratait A Solder's story címmel. 1970-ben szakértőként működött közre a Patton című film forgatásán – a filmben Bradleyt egyébként Karl Malden alakította.
1981-ben hunyt el. Ezután két páncélozott harcjárművet is elneveztek róla; ezek az M2 Bradley és az M3 Bradley.

## Magánélete
Bradley 1916-ban házasodott meg először: ekkor vette el Marie Elizabeth Quayle-t. Első felesége 1965-ben hunyt el leukémiában. Ezután vette el 1966-ban Esther Dora Buhlert, aki túlélte férjét. Arlingtonban közös sírhelyben nyugszanak.